# Lac de Padula
Le lac de Padula est un lac situé à 60 m d'altitude (cote maximale théorique), dans le Nebbio en Haute-Corse.

## Géographie

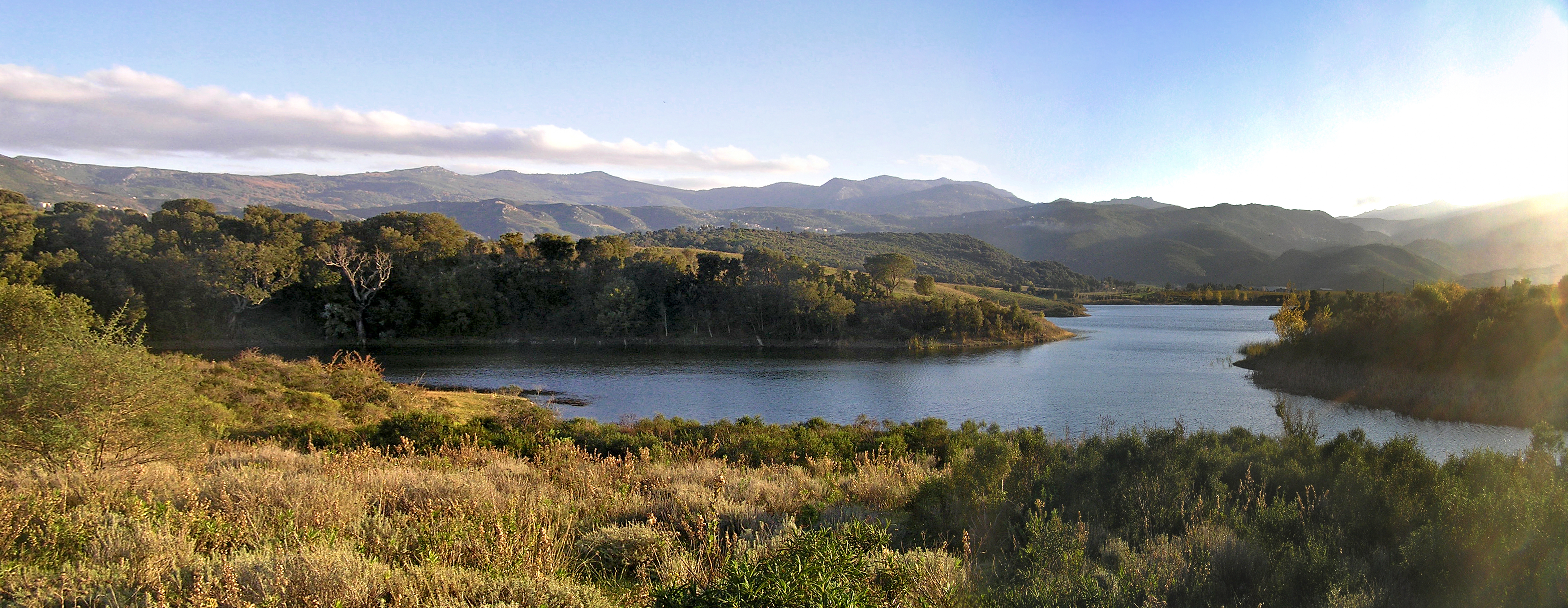
Lac de Padula.

Le lac de Padula est un lac de barrage sur le cours du Furmicaiola, petit ruisseau qui se jette dans le Salinelle un affluent de l'Aliso.
Il est situé dans la plaine d'Oletta ou « Conca d'Oro » dans le Nebbio, à 6 kilomètres environ à « vol d'oiseau » au S-SE de Saint-Florent, en majeure partie sur la commune d'Oletta. Seules deux infimes parties méridionales appartiennent à Olmeta-di-Tuda.
Une route permet d'y accéder depuis la D 82 ; elle dessert à la fois partie de la plaine d'Oletta. Ses jonctions avec la D 82 se situent à Croce à l'ouest du village, et au hameau de Lumio proche de Saint-Florent.

## Caractéristiques
La retenue d'eau de Padula a été mise en service en 1991. Il s'agit d'une digue en terre (corps de digue de 87 000 m3), munie d'un déversoir et d'un canal, qui permet de récupérer les eaux de plusieurs ruisseaux d'un bassin versant de 450 ha. Sa capacité maximale est de 1 900 000 m3. Max NGF : 64.00   Min NGF : 52.00.
Les deux principaux cours d'eau l'alimentant sont le ruisseau de Vitte et le ruisseau de Vomera. 	 
Au 1er mars 2010, le volume stocké était de 1 900 000 m3.

## Histoire

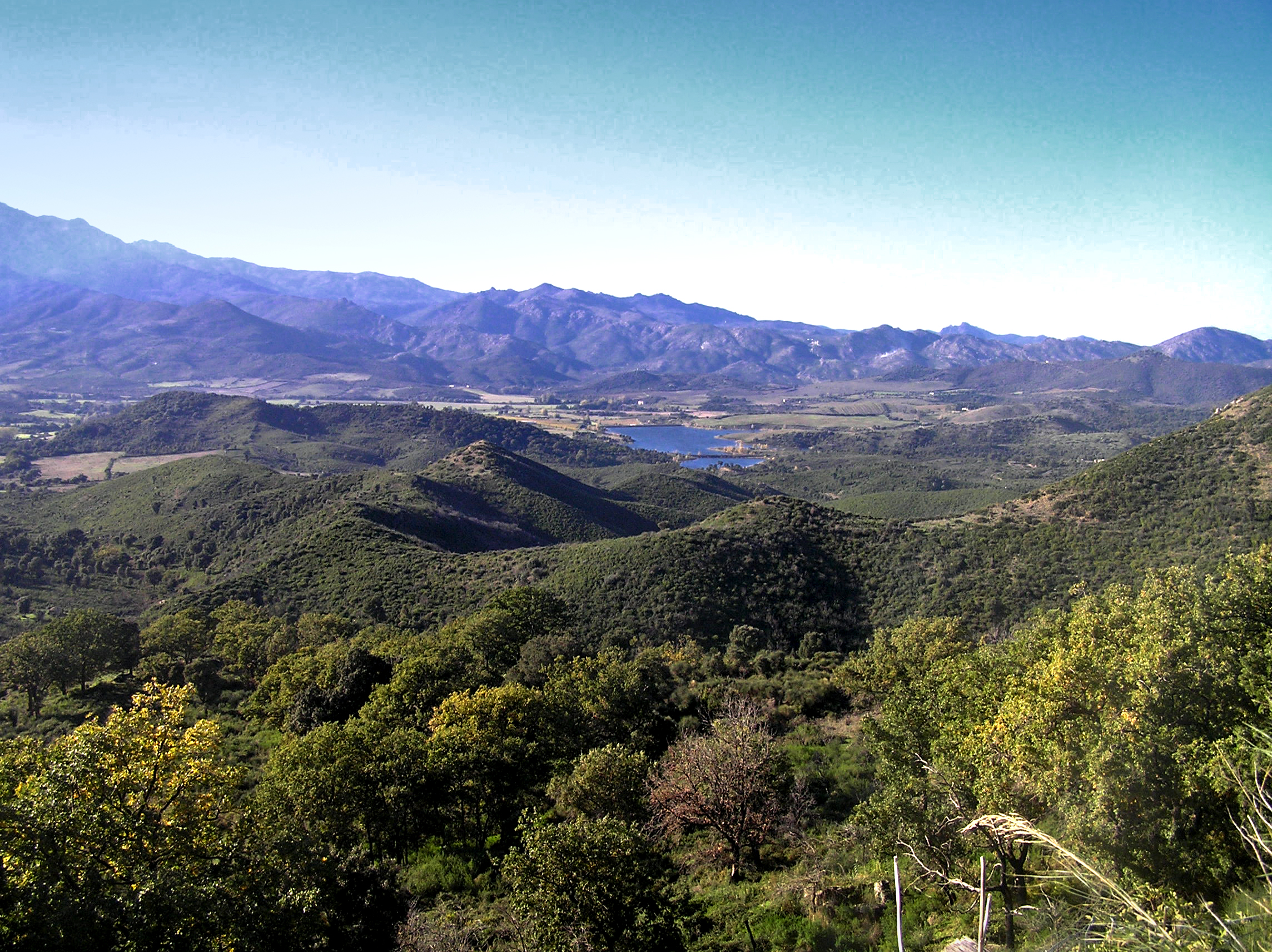
Vue du lac depuis le village.

Le lac de Padula a été créé initialement pour répondre aux besoins croissants en eau des agriculteurs de la Conca d'Oro. L'ouvrage mis en service en 1991, alimente un réseau d'irrigation sous pression dans la plaine d'Oletta. 
Mais les besoins en eau potable du pôle touristique voisin de Saint-Florent se faisant sentir, l'Office d’équipement hydraulique de Corse (OEHC) devenu avec la loi du 13 mai 1991, un établissement public industriel et commercial de la Collectivité territoriale de Corse, a mené des études afin de réaliser les travaux nécessaires. En 2005 l'OEHC propriétaire, a été autorisé par arrêté préfectoral, à exploiter, à traiter et à distribuer un volume en eau de l'ordre de 2 millions de m3 maximum pour satisfaire aux besoins de la région du Nebbio en période de pointe estivale.
S'agissant d'un plan d'eau de première catégorie, l'arrêté préfectoral stipule que :
- l'alevinage et la pêche seront autorisés dans le cadre des conventions passées avec la Fédération de la pêche ;
- l'accès à la retenue sera uniquement pédestre ;
- la navigation à voile, à rames ou à moteur et la baignade sont interdites.